# 30 رجب
- السبت
- الأحد
- الاثنين
- الثلاثاء
- الأربعاء
- الخميس
- الجمعة

- 2728 ديسمبر 2024
- 2829 ديسمبر 2024
- 2930 ديسمبر 2024
- 3031 ديسمبر 2024
- 11 يناير 2025
- 22 يناير 2025
- 33 يناير 2025
- 44 يناير 2025
- 55 يناير 2025
- 66 يناير 2025
- 77 يناير 2025
- 88 يناير 2025
- 99 يناير 2025
- 1010 يناير 2025
- 1111 يناير 2025
- 1212 يناير 2025
- 1313 يناير 2025
- 1414 يناير 2025
- 1515 يناير 2025
- 1616 يناير 2025
- 1717 يناير 2025
- 1818 يناير 2025
- 1919 يناير 2025
- 2020 يناير 2025
- 2121 يناير 2025
- 2222 يناير 2025
- 2323 يناير 2025
- 2424 يناير 2025
- 2525 يناير 2025
- 2626 يناير 2025
- 2727 يناير 2025
- 2828 يناير 2025
- 2929 يناير 2025
- 3030 يناير 2025
- 131 يناير 2025

30 رجب أو 30 رجب الفرد أو 30 رجب المُرجَّب أو يوم 30 \ 7 (اليوم الثلاثون من الشهر السابع) هو اليوم السابع بعد المائتين (207) من أيَّام السنة (أو الثامن بعد المائتين لو كان شهر جمادى الآخرة مُتممًا لليوم الثلاثين أو التاسع بعد المائتين لو أتم كلاً من صفر وربيع الآخر وجمادى الآخرة ثلاثين يوماً) وفق التقويم الهجري القمري (العربي). يبقى بعده 147 أو 148 يومًا لانتهاء السنة.

## أحداث
- 2 هـ - وقعت سرية عبد الله بن جحش (على أحد الروايتين)، كان فيها أول قتيل يقتله المسلمون وأول غنيمة، وأول أسيرين.
- 922هـ - انتقال الخلافة الإسلامية من بني العباس إلى بني عثمان، وكان آخر خليفة عباسي هو المتوكل على الله، وهو الخليفة العباسي الرابع والخمسين، وقد اعترف للسلطان العثماني «سليم الأول» بالخلافة، ولقب سليم الأول نفسه بـ«خادم الحرمين الشريفين» أثناء خطبة الجمعة التي ألقيت في الجامع الكبير بحلب.
- 1084هـ - الجيش البولوني بقيادة «سوبياسكي» والمكوَّن من 80 ألف جندي، يستولي على خوتين الواقعة على نهر تورلا من العثمانيين بعد هزيمة الجيش العثماني المكون من 30 ألف جندي في معركة استمرت 3 ساعات.
- 1260هـ - وقوع معركة إسلي بين فرنسا والمغرب.
- 1327هـ - الشيخ سليمان الجادوي يصدر جريدة هزلية فكاهية بعنوان أبو نواس؛ لملاحظته إقبال التونسيين على الجرائد المحررة باللهجة الدارجة، وصدر من الجريدة 15 عددًا فقط.
- 1329هـ - القوات الفرنسية تدخل مدينة فاس لإجهاض الثورة التي تشهدها المدينة إلى جانب العديد من المدن المغربية للاحتجاج على الظلم الذي يمارسه الاحتلال الفرنسي.
- 1376هـ - إعلان إسرائيل سحب قواتها من قطاع غزة ومنطقة خليج العقبة، على افتراض أن حرية المرور ستستمر في خليج العقبة، وأن قوات الطوارئ التابعة للأمم المتحدة ستدير قطاع غزة حتى يتم الاتفاق على تسوية سلمية.
- 1386هـ - نشوب معركة السموع بين الجيشين الإسرائيلي والأردني على إثر مصرع ثلاث جنود إسرائيليين بلغم أرضي.
- 1408هـ - منتخب العراق لكرة القدم يفوز بكأس بطولة الخليج التاسعة المقامة في المملكة العربية السعودية.
- 1409هـ - إيران تقطع علاقتها الدبلوماسية مع المملكة المتحدة بسبب سلمان رشدي وروايته المثيرة للجدل.
- 1414هـ - اعتقال ابنه مالكوم إكس الزعيم الأسود السابق لحركة أمة الإسلام في الولايات المتحدة وإتهامها بتدبير اغتيال الزعيم الحالي للجماعة لويس فرقان.
- 1429هـ - اغتيال المستشار الأمني للرئيس السوري بشار الأسد العميد محمد سليمان.
- 1434هـ - مقتل 28 متظاهر في مدينة بنغازي الليبية بعد اطلاق النار عليهم من قبل ميليشيا درع ليبيا بعد تظاهرهم امام معسكر تحتله مطالبين بحظر الميليشيات في البلاد.
- 1437هـ - السعودية تُعلن عن إعادة هيلكة لعدد من أجهزة الدولة نتج عنها دمج عدد من الوزارات والهيئات واستحداث أخرى.
- 1439هـ - بدء فعاليات القمة العربية التاسعة والعشرين في الظهران.
- 1446هـ - المتحدث باسم كتائب القسَّام أبو عبيدة، يعلن مقتل عدد من القادة العسكريين أثناء الحرب على غزة، على رأسهم القائد العام محمد الضيف.

## مواليد
- 1307هـ - عبد الفتاح الشعشاعي، قارئ قرآن مصري.
- 1341هـ - صلاح منصور، ممثل مصري.
- 1344هـ - عمر الحريري، ممثل مصري.
- 1348هـ - خسرو شاهاني، صحفي وقصصي إيراني.
- 1352هـ - زغلول النجار، عالم جيولوجيا ومفكر ديني مصري.
- 1374هـ - أمينة عبد الرسول، ممثلة عُمانية.
- 1408هـ - سكينة بوخريص، مغنية مغربية.
- 1415هـ - ربى السعدي، ممثلة سورية.

## وفيات
- 204هـ - محمد بن إدريس الشافعي، إمام وعالم مسلم ومؤسس المذهب الشافعي ومجدد عصره.
- 1395 هـ - محمد هادي الميلاني، فقيه شيعي إيراني - عراقي.
- 1407هـ - إحسان إلهي ظهير، عالم مسلم باكستاني.
- 1429هـ - محمد سليمان، المستشار الأمني للرئيس السوري بشار الأسد.

## وصلات خارجية
- موقع قصة الإسلام: حدث في شهر رجب.